# Jamajka na Letnich Igrzyskach Olimpijskich 1956
Jamajka na Letnich Igrzyskach Olimpijskich 1956, reprezentowana była przez sześciu sportowców (samych mężczyzn). Żadnemu z atletów nie udało się zdobyć medalu na tych igrzyskach.

## Występy reprezentantów Jamajki

### Lekkoatletyka
Richard Estick - bieg na 200 m mężczyzn (5. lokata w kwal. z wynikiem 25,81 s. → nie awansował dalej)
Keith Gardner
- bieg na 100 m mężczyzn (3. pozycja w kwal. z wynikiem 11,22 s. → nie awansował dalej)
- bieg na 110 m ppł mężczyzn (5. lokata w kwal. z wynikiem 14,65 s. → nie awansował dalej)
- sztafeta 4×400 m mężczyzn (Jamajka została zdyskwalifikowana w finale)

Ernie Haisley - skok wzwyż mężczyzn (15. lokata z wynikiem 1,96 m w finale konkursu)
George Kerr
- bieg na 400 m mężczyzn (4. lokata w ćwierćfinale z wynikiem 47,79 s. → nie awansował dalej)
- sztafeta 4x400 m mężczyzn (Jamajka została zdyskwalifikowana w finale)

Malcom "Mal" Spence
- bieg na 200 m mężczyzn (6. lokata w kwal. z wynikiem 21,86 s. → nie awansował dalej)
- bieg na 400 m mężczyzn (6. pozycja w półfinale z wynikiem 47,52 s. → nie awansował do finału)
- sztafeta 4×400 m mężczyzn (Jamajka została zdyskwalifikowana w finale)

Melville "Mel" Spence
- bieg na 200 m mężczyzn (4. pozycja w kwal. z wynikiem 22,13 s. → nie awansował dalej)
- bieg na 400 m mężczyzn (4. lokata w półfinale z wynikiem 47,58 s. → nie awansował do finału)
- sztafeta 4×400 m mężczyzn (Jamajka została zdyskwalifikowana w finale)